# Club Atlético Valtierrano
El Club Atlético Valtierrano es un club de fútbol de España de la localidad de Valtierra en Navarra. Ha participado 5 temporadas en el grupo XV de Tercera División y actualmente juega en la Preferente de Navarra. 

## Datos del club
- Temporadas en Tercera División: 5
- Mejor puesto en liga: 15º (2012/13)

## Estadio
El Club Atlético Valtierrano disputa sus partidos como local en el campo de fútbol de Las Tejerías de Valtierra.

## Uniforme
Camiseta blanquiazul a rayas verticales, pantalón azul y medias blanquiazules.
Su 2ª Equipación es Roja entera.

## Todas las temporadas
| Temporada      | División   | Puesto |
| -------------- | ---------- | ------ |
| De 1941 a 2009 | Regional   | -      |
| 2009/10        | 3ª         | 18º    |
| 2010/11        | Regional   | -      |
| 2011/12        | Regional   | -      |
| 2012/13        | 3ª         | 15º    |
| 2013/14        | 3ª         | 16º    |
| 2014/15        | 3ª         | 19º    |
| 2015/16        | Regional   | 3º     |
| 2016/17        | 3ª         | 20º    |
| 2017/18        | Autonómica | 6º     |
| 2018/19        | Autonómica | -      |